# Connor McDavid
Connor Andrew McDavid (Richmond Hill, Ontario, Canadá; 13 de enero de 1997) es un jugador profesional de hockey sobre hielo canadiense . Juega en la posición de centro y actualmente milita en los Edmonton Oilers de la National Hockey League (NHL).

## Estadísticas de carrera

### Temporada regular y playoffs
| Temporada regular | Temporada regular | Temporada regular | Temporada regular | Temporada regular | Playoffs | Playoffs | Playoffs | Playoffs | Playoffs |    |     |     |
| Temporada         | Equipo            | Liga              | GP                | G                 | A        | Pts      | PIM      | GP       | G        | A  | Pts | PIM |
| ----------------- | ----------------- | ----------------- | ----------------- | ----------------- | -------- | -------- | -------- | -------- | -------- | -- | --- | --- |
| 2011–12           | Toronto Marlboros | GTHL              | 33                | 33                | 39       | 72       | 14       | —        | —        | —  | —   | —   |
| 2012–13           | Erie Otters       | OHL               | 63                | 25                | 41       | 66       | 36       | —        | —        | —  | —   | —   |
| 2013–14           | Erie Otters       | OHL               | 57                | 28                | 71       | 99       | 20       | 14       | 4        | 15 | 19  | 2   |
| 2014–15           | Erie Otters       | OHL               | 47                | 44                | 76       | 120      | 48       | 20       | 21       | 28 | 49  | 12  |
| 2015–16           | Edmonton Oilers   | NHL               | 45                | 16                | 32       | 48       | 18       | —        | —        | —  | —   | —   |
| Totales de NHL    | Totales de NHL    | Totales de NHL    | 45                | 16                | 32       | 48       | 18       | —        | —        | —  | —   | —   |

### Internacional
| Año            | Equipo             | Evento         | Resultado      | GP | G  | A  | Pts | PIM |
| -------------- | ------------------ | -------------- | -------------- | -- | -- | -- | --- | --- |
| 2013           | Canada             | U18            | 1              | 7  | 8  | 6  | 14  | 2   |
| 2014           | Canada             | WJC            | 4th            | 7  | 1  | 3  | 4   | 4   |
| 2015           | Canada             | WJC            | 1              | 7  | 3  | 8  | 11  | 0   |
| 2016           | Canada             | WC             | 1              | 10 | 1  | 8  | 9   | 6   |
| 2016           | Team North America | WCH            | 5th            | 3  | 0  | 3  | 3   | 4   |
| Totales junior | Totales junior     | Totales junior | Totales junior | 21 | 12 | 17 | 29  | 6   |
| Totales Senior | Totales Senior     | Totales Senior | Totales Senior | 13 | 1  | 11 | 12  | 10  |

## Premios y distinciones
| Premio                                                          | Año                                        |       |
| --------------------------------------------------------------- | ------------------------------------------ | ----- |
| OHL                                                             |                                            |       |
| Premio Jack Ferguson - Top Pick en OHL Priority Selection Draft | 2012                                       |       |
| Premio Familia Emms - Novato del Año                            | 2013                                       |       |
| Primer Equipo All-Rookie                                        | 2013                                       |       |
| Trofeo Bobby Smith - Jugador Escolar del Año                    | 2014                                       |       |
| Trofeo William Hanley - Jugador Más Deportivo                   | 2014                                       | [ 1 ] |
| Trofeo Bobby Smith - Jugador Escolar del Año                    | 2015                                       |       |
| Trofeo Red Tilson - Jugador Más Destacado                       | 2015                                       | [ 2 ] |
| Primer Equipo All-Star                                          | 2015                                       | [ 3 ] |
| CHL                                                             |                                            |       |
| CHL Jugador Escolástico del Año                                 | 2014                                       |       |
| Jugador Escolar del Año 2015 de CHL                             | 2015                                       |       |
| Premio CHL Top Draft Prospect                                   | 2015                                       |       |
| Jugador del Año 2015 de CHL Internacional                       | 2015                                       | [ 4 ] |
| Internacional                                                   |                                            |       |
| Campeonato Mundial Sub-18 de la IIHF - Torneo MVP               | 2013                                       |       |
| Campeonato Mundial Sub-18 de la IIHF - Best Forward             | 2013                                       |       |
| Campeonato Mundial Sub-18 de la IIHF - Líder goleador           | 2013                                       |       |
| Campeonato Mundial Sub-18 de la IIHF - Torneo All Star Team     | 2015                                       |       |
| NHL                                                             |                                            |       |
| Novato del Año de la NHL                                        | Octubre 2015 Febrero de 2016 Marzo de 2016 | [ 5 ] |
| Equipo de Novatos de la NHL                                     | 2015-16                                    |       |
| Juego de Estrellas de la NHL (*Capitan)                         | 2017*,2018*,2019*,2020*,2022*,2023,2024*   |       |
| Trofeo Art Ross                                                 | 2017,2018,2021,2022,2023                   |       |
| Trofeo Hart                                                     | 2017,2021,2023                             |       |
| Trofeo Ted Lindsay                                              | 2017,2018,2021,2023                        |       |
| Trofeo Maurice Richard                                          | 2023                                       |       |
| Primer Equipo NHL                                               | 2017,2018,2019,2021,2023                   |       |
| Segundo Equipo NHL                                              | 2022                                       |       |
| ESPY al mejor jugador de la NHL                                 | 2022,2023                                  |       |
| Trofeo Conn Smythe                                              | 2024                                       |       |

## Otros sitios web
- Datos: Q2806736
- Multimedia: Connor McDavid / Q2806736